# Tachikawa Ki-9
Tachikawa Ki-9 (яп. 九五式一型練習機, Kyūgo-shiki ichigata renshuki) — серійний навчальний літак Імперської армії Японії періоду 1930-х років та Другої світової війни.
Кодова назва союзників — «Спрюс» (англ. Spruce).

## Історія створення
В 1930-ті роки авіація Японії переживала етап бурхливого розвитку розвитку, і тому була потреба у виготовленні простих та дешевих у виробництві навчальних літаків. Невелика авіабудівна фірма Tachikawa, не маючи змоги конкурувати з гігантами Mitsubishi чи Nakajima, зосередила свої зусилля саме на цьому напрямку.
Першим кроком була розробка за власною ініціативою літака R-5, оснащеного двигуном A.D.C. Cirrus потужнісю 125 к.с. У 1933 році були проведені випробування, але результат був незадовільним — літак виявився занадто малопотужним. Проте незважаючи на невдачу, конструктори узгодили вимоги до літака з командуванням ВПС Імперської армії Японії. Внаслідок цього було сформоване замовлення на виготовлення навчального та перехідного літака, який отримав назву Ki-9.
Перехідна версія літака мала бути оснащена доволі потужним двигуном Hitachi Ha-13a потужністю 350 к.с. та обладнанням для польотів по приладах. Припускалось, що з таким двигуном літак мав розвинути швидкість до 220 км/г, витримувати 12-кратне перевантаження, а тривалість польоту становитиме 3 з половиною години. Для початкового навчання мала бути передбачена можливість встановлення двигуна Nakajima KZ потужністю всього 150 к.с. В такій комплектації спрощений варіант літака можна було використовувати для початкової підготовки пілотів. Інженери були не надто раді розробляти дві взаємодоповнюючі комплектації, але армійське командування наполягало на цьому посилаючись на схожі практики в авіації Польщі і Швеції.
До кінця 1934 року були підготовлені 3 дослідні взірці, а 7 січня 1935 року вдбувся перший політ. Перші два прототипи були оснащені двигунами Hitachi Ha-13a. Цей варіант виявився складним в керуванні та недостатньо маневреним, а амортизатори шасі були занадто жорсткими, тому конструктори були змушені доопрацювати літаки. Модифікація була проведена максимально швидко і вже 9 січня 1935 відбувся ще один політ, який показав кращі результати. Третій прототип був оснащений двигуном Nakajima KZ. Оскільки цей двигун був легшим, змістився центр маси літака, внаслідок чого погіршилась керованість в польоті.
За результатами випробувань на озброєння був прийнятий тільки варіант з двигуном Hitachi Ha-13a під назвою «Перехідний навчальний літак армійський Тип 95-1 Модель А» (або Ki-9a).
У 1939 році літак був модернізований та спрощений, фюзеляж став коротший, стійки шасі — міцнішими, а злітна маса — меншою. Цей варіант, який отримав назву «Перехідний навчальний літак армійський Тип 95-1 Модель B» (або Ki-9 KAI), мав кращу маневреність, через зміщення центру мас до середини, та льотні характеристики. Для навчання пілотів польотам по приладах обидва варіанти літака мали непрозорі ковпаки, що складались.
Всього до 1942 року було випущено 2 618 літаків усіх модифікацій.

## Тактико-технічні характеристики (Ki-9 Model A)

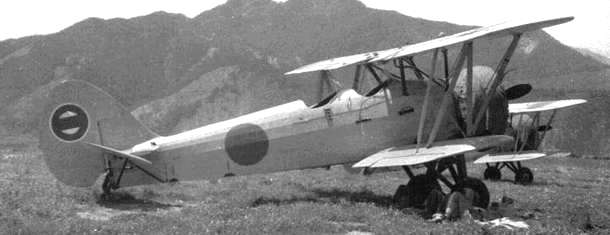

### Технічні характеристики
- Екіпаж: 2 чоловік (учень і інструктор)
- Довжина: 7,52 м
- Висота: 3,0 м
- Розмах крил: 10,32 м
- Площа крил: 24,50 м ²
- Маса пустого: 1 015 кг
- Маса спорядженого: 1 425 кг
- Максимальна маса зльоту: 1 580 кг
- Навантаження на крило: 58,2 кг/м ²
- Двигун: 1 х Hitachi Ha-13a
- Потужність: 350 к. с.
- Питома потужність: 4,1 к.с./кг

### Льотні характеристики
- Максимальна швидкість: 240 км/г
- Крейсерська швидкість: 150 км/г
- Тривалість польоту: 3 г 30 хв
- Практична стеля: 5 800 м
- Швидкість підйому: на 1000 м за 4 хв. 55с.

## Модифікації
- Ki-9 — прототипи (3 екз.)
- Ki-9a (Перехідний навчальний літак армійський Тип 95-1 Модель А) — початкова версія
- Ki-9-KAI (Перехідний навчальний літак армійський Тип 95-1 Модель B) — покращена версія

## Історія використання

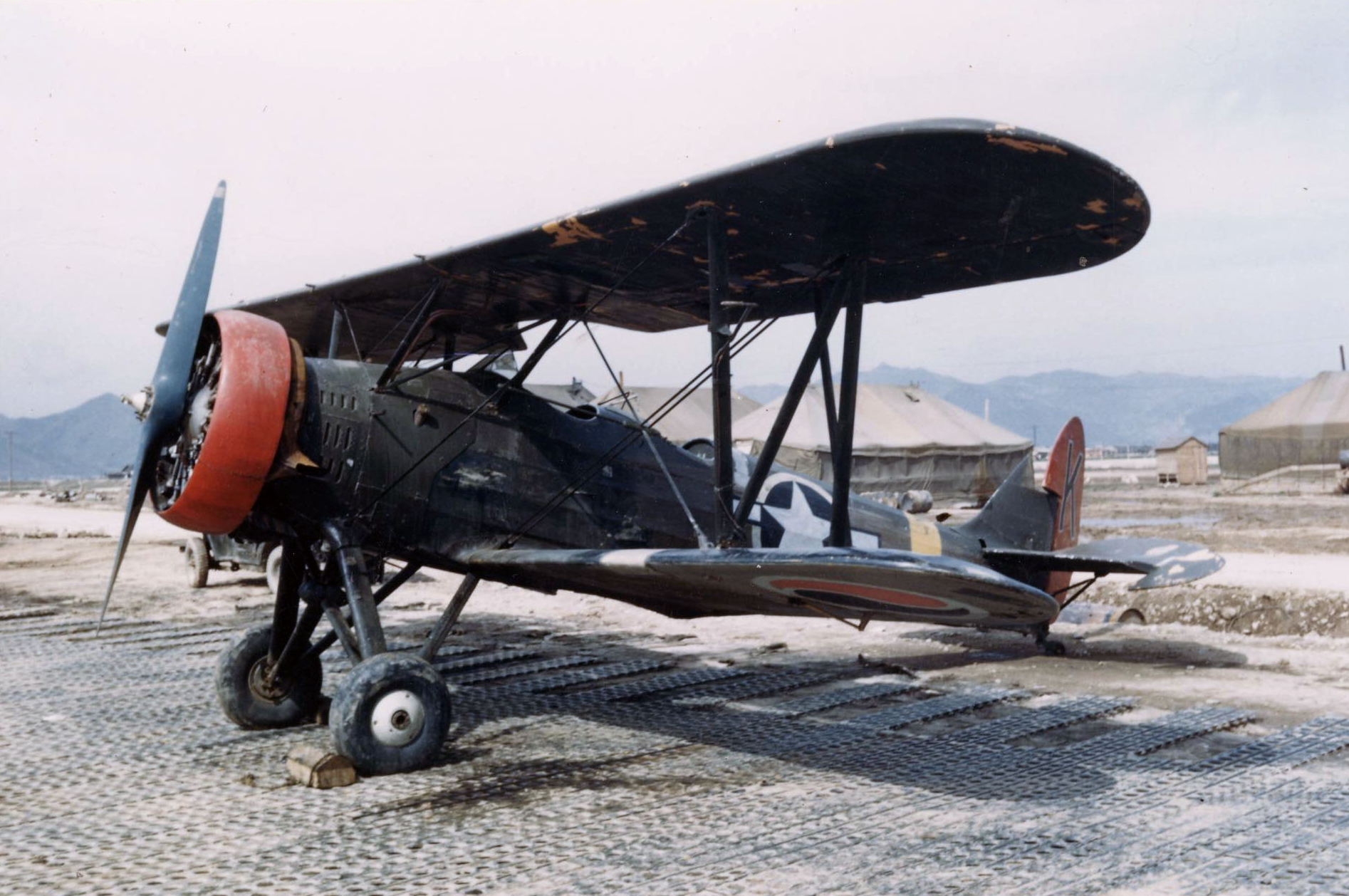
Ki-9 в Південній Кореї в 1951 році.

Навчальні літаки Ki-9 використовувались протягом всієї війни на Тихому океані за своїм прямим призначенням. Вони отримали від союзників назву «Спрюс» (англ. Spruce).
Літаки Ki-9 також постачались союзникам Японії в Таїланд та Маньчжурію, а після війни використовувались індонезійськими повстанцями проти голландських військ.

## Оператори
Японська імперія
- Імперська армія Японії[1]
  - Льотна школа Кумаґая
  - Льотна школа Міто
  - Льотна школа Тачіарай
  - Льотна школа Уцономія
  - Повітряна академія

 Маньчжурська держава
- Повітряні сили Маньчжурії

 Республіка Китай
- ВПС Республіки Китай

 Індонезія
- Національна армія Індонезії